# خواتم ذهب
خَوَاتِمُ ذَهَبْ أو خواتم من الذهب (بالفرنسية: Anneaux d'or)‏ هو فيلم تونسي فرنسي قصير صدرَ عام 1959. تبلغُ مدّة الفيلم 14 دقيقة وهو فيلمٌ من إخراج رينيه فوتييه وتأليف المؤلِّف التونسي ساسي رجب ومن بطولة النجمة كلاوديا كاردينالي. نالَ الفيلمُ جائزة أفضل فيلمٍ قصيرٍ مناسبٍ للشبابِ في مهرجان برلين السينمائي الدولي.